# Atelopus spurrelli
Atelopus spurrelli é uma espécie de sapo da família Bufonidae. Ele é endêmico no Brasil, Colômbia, Equador, Guiana Francesa, Guiana, Peru e Suriname. Seu habitat natural são as florestas úmidas das terras baixas, em áreas tropicais e subtropicais, e rios. Está ameaçado pela perda do seu habitat.